# Onthophagus seminitens
Onthophagus seminitens là một loài bọ cánh cứng trong họ Bọ hung (Scarabaeidae).